# Clemente Bondi
Clemente Luigi Donnino Bondi (Mezzano Superiore, 27 giugno 1742 – Vienna, 20 giugno 1821) è stato un poeta e traduttore italiano.
Religioso gesuita, fu con Giambattista Bodoni uno degli uomini di lettere che collaborarono alla stamperia ducale di Parma.

## Biografia

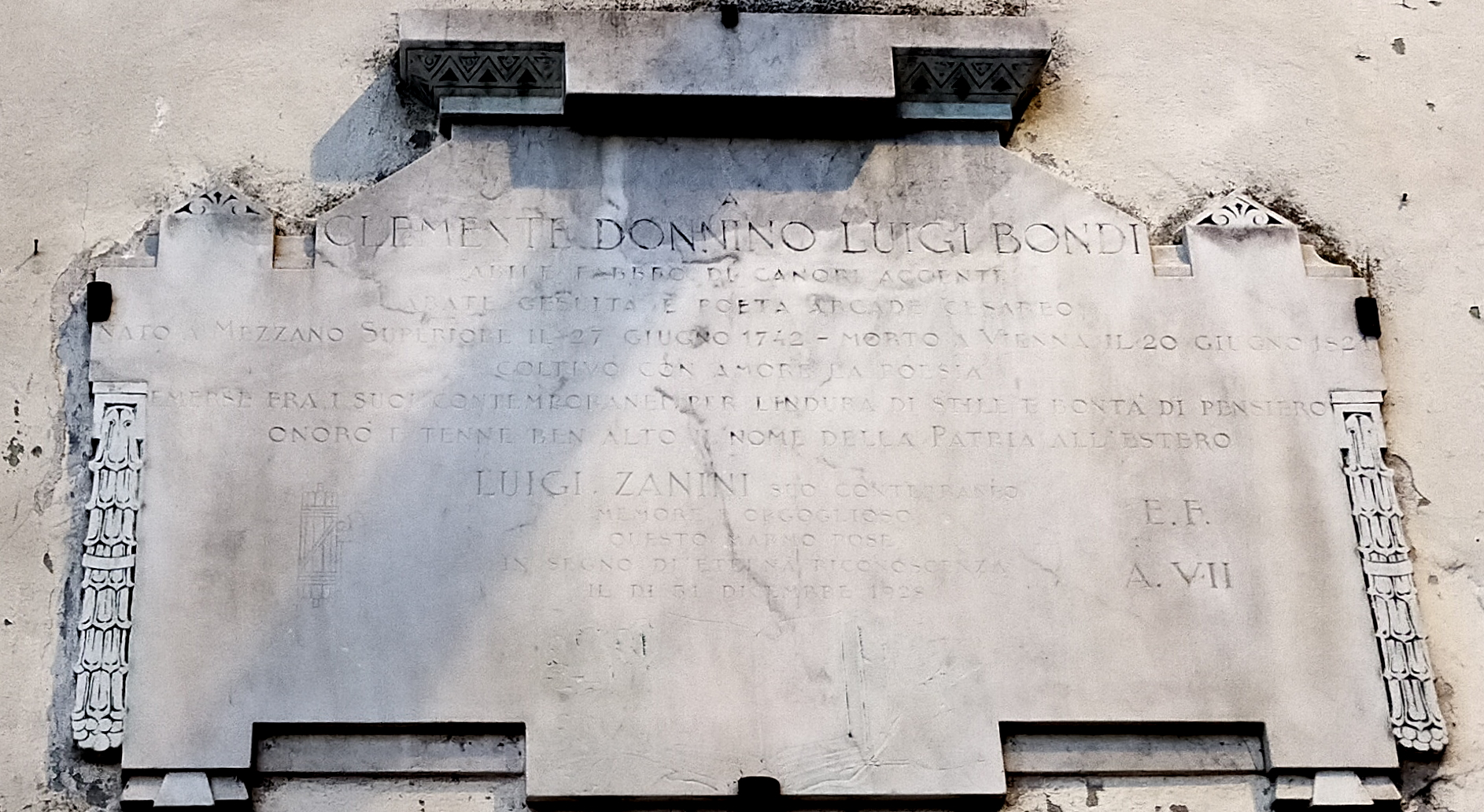
La lapide commemorativa del poeta Bondi posta sulla canonica di Mezzano Superiore

Rimasto orfano del padre in giovane età, ebbe la possibilità di studiare grazie a uno zio economo presso il seminario di Parma. Nel 1760 entrò nei gesuiti, una volta terminati gli studi fu trasferito a Padova, dove si dedicò all'insegnamento. A seguito dello scioglimento dell'ordine, avvenuto nel 1773, il Bondi scrisse un componimento polemico indirizzato a papa Clemente XIV, a causa di questa azione fu costretto a rifugiarsi in Tirolo. Rientrato in Italia, fu accolto a Mantova dalla nobile famiglia Zanardi presso i quali svolse la mansione di bibliotecario. Durante un viaggio a Milano ebbe modo di fare amicizia con l'arciduca Ferdinando d'Asburgo Lorena. Quando questi nel 1796 si trasferì a Brünn (odierna Brno nella Repubblica Ceca) chiamò presso di sé Bondi per affidargli la sua biblioteca e l'istruzione dei propri figli. Nel 1810 l'arciduca spostò la sua dimora a Vienna portando con sé Bondi, che restò nella città austriaca fino alla morte.

## Attività letteraria
L'attività letteraria vera e propria di Clemente Bondi iniziò durante il suo esilio in Tirolo. In questo periodo scrisse una tragedia, Il Melesindo, e il poemetto La giornata villereccia. Il momento più florido della sua produzione artistica fu però quello mantovano, complice il fatto che ebbe modo di frequentare un ambiente molto attivo dal punto di vista intellettuale. Tra le opere poetiche degli anni trascorsi a Mantova possiamo citare: La Felicità del 1775, La Moda del 1777, Le Conversazioni del 1778. Sempre nel 1778 scrisse due volumi di poesie stampati da Penada di Padova, poi L'Incendio nel 1784.
Le Opere di Clemente Bondi furono pubblicate dapprima nel 1798 a Venezia, in sei volumi col titolo Opere edite e inedite in versi e in prosa, da Adolfo Cesare libraio veneziano. Quest'edizione sembra contenesse un certo numero di testi che Bondi in seguito avrebbe rinnegato. 
Negli anni al seguito dell'arciduca Ferdinando, l'attività letteraria del Bondi fu piuttosto scarsa. La sua principale preoccupazione, in questo periodo, fu quella di rivisitare i componimenti da lui scritti in precedenza e di curarne una nuova edizione, uscita a Vienna nel 1808 precisando con una nota sul frontespizio che si trattava dell'"edizione completa, la sola corretta e approvata dall'autore". Nel 1801, Cesare, l'editore veneziano, aveva nel frattempo pubblicato un settimo volume completante l'edizione del 1798.
Clemente Bondi si fece apprezzare soprattutto per le sue traduzioni di testi classici: l'Eneide, le Georgiche e le Bucoliche di Virgilio, Le metamorfosi di Ovidio. La sua opera fu apprezzata anche per le ricche note didascaliche che accompagnavano le sue traduzioni, tanto da farlo soprannominare il Delille d'Italia.